# Hakenliest
Der Hakenliest (Melidora macrorrhina) ist als einzige Art der Gattung Melidora ein Vertreter der Eisvögel aus der Unterfamilie der Lieste (Halcyoninae). Er bewohnt weite Teile des Tieflands Neuguineas und einige vorgelagerte kleinere Inseln.
Die Bestandssituation des Hakenliests wurde 2016 in der Roten Liste gefährdeter Arten der IUCN als „Least Concern (LC)“ = „nicht gefährdet“ eingestuft.

## Merkmale
Hakenlieste sind große plumpe Eisvögel mit einer Gesamtlänge von 27 Zentimetern. Die Oberseite ist dunkelbraun, dabei stark gelbbraun überhaucht; die Unterseite einschließlich der Flügel ist weiß. Diese Kombination aus brauner Ober- und weißer Unterseite macht die Vögel im Flug unverwechselbar. Der Kopf von Männchen und Weibchen besitzt eine grünblau oder gelbgrün erscheinende Kappe; er ist außerdem gekennzeichnet von einer schwärzlichen Maske. Der weiße Kragen kann bei eingezogenem Hals vollständig verdeckt sein. Der Schnabel ist groß und schwarz-gelblich gefärbt. Die Tomium genannte Kante des Oberschnabels ist wellig, die Schnabelspitze hakenförmig ausgezogen, was dem Vogel seinen Namen gab.
Die Vögel erscheinen sitzend großköpfig, großäugig und schwergewichtig; im schwerfällig wirkenden gestreckten Flug noch kurzschwänziger.
Verwechslungsmöglichkeiten bestehen zu anderen, das Regenwald-Innere bewohnenden Eisvögeln. Farblich ähnlich sind Spatelliest (im Norden Neuguineas) und Feenliest (im Süden), doch sind diese Arten als Paradieseisvögel durch ihren fahnenartig verlängerten Schwanz gekennzeichnet.

## Verbreitung
Hakenlieste kommen überall auf Neuguinea, den nordwestlich vorgelagerten Inseln und Yapen in den Tiefländern bis 750 m (maximal bis 1900 m) vor. Sie bewohnen dort das Innere der Regenwälder.

## Systematik
Die Gattung Melidora ist mit Dacelo und Clytocleyx näher verwandt. Sie wurde früher eher zu Tanysiptera gestellt.
Die Art Melidora macrorrhina wurde 1827 von Lesson als Dacelo macrorrhinus beschrieben.
Es werden drei Unterarten unterschieden:
- M. m. waigiuensis Hartert, 1930[4] – langflüglige ("evident larger") Unterart von Waigeo oder Waigiu
- M. m. macrorrhina (Lesson, 1827) – Nominat-Unterart aus dem südlichen Tiefland von Neuguinea, der Huon- und SO-Halbinsel sowie von Misool, Salawati und Batanta; relativ kurzflüglig, Weibchen mit fahlen Flecken auf der braunen Kappe
- M. m. jobiensis (Salvadori, 1880)[5] – beschrieben als Melidora jobiensis; nordwestliches Tiefland, Yapen, im Gebiet von Sepik und Ramu; Kappe des Männchens tiefer blau als bei anderen Unterarten, Kappe des Weibchens schwärzlich

## Verhalten
Hakenlieste gelten als sehr schwer zu beobachten. Sie sind hauptsächlich dämmerungs- und nachtaktiv und rufen in der Morgen- und Abenddämmerung. Die Eiablage erfolgt in der Mitte oder zum Ende der Trockenzeit im Juli bis Oktober. Die Nester werden in bewohnten Termitennestern drei bis sechs Meter über Grund an Bäumen im Schattenbereich angelegt. Es werden zwei bis drei Eier abgelegt; der Schlupf erfolgt möglicherweise asynchron. Das Männchen brütet und hudert die Jungen tagsüber. Nestlinge werden mit zwei Eizähnen (an Ober- und Unterschnabel) beschrieben.
Als Nahrung dienen große Insekten einschließlich Gespenstschrecken; auch Frösche werden gefressen. Über das Fütterungsverhalten ist wenig bekannt; der Schnabel ist oft schlammverschmiert.